# Майборода Володимир Анатолійович
Володи́мир Анато́лійович Ма́йборода (9 липня 1967 — 8 квітня 2018) — старший прапорщик Збройних сил України, учасник російсько-української війни.

## Життєпис
Народився 1967 року в місті Мелітополь (Запорізька область). Дитинство пройшло в селищі Переможне (Якимівський район). Одружився, переїхав до Мелітополя.
Навесні 2014 року брав участь у діяльності Самооборони Мелітополя — чергував на блокпостах на кримському та донецькому напрямках. З літа 2015-го проходив службу в батальйоні НГУ «Донбас», визволяв Широкине. У жовтні 2016 року з побратимами перейшов у 16-й батальйон 58-ї бригади, воював в Авдіївці, брав участь у блокаді торгівлі з ОРДЛО. З травня 2017 року служив у 3-му батальйоні 72-ї бригади, воював в авдіївській промзоні, на шахті «Бутівка».
Коли 72-гу вивели на ротацію — перейшов у 24-ту бригаду, щоб бути на передовій; старший прапорщик, заступник командира взводу розвідки.
8 квітня 2018 року біля селища Жованка — входить до складу смт Зайцеве — перебуваючи у «секреті», група «Мая» помітила ДРГ терористів. Командир вирішив розділити групу й атакувати. Двоє бійців заходили з одного боку, Володимир пішов з другого, але підірвався на міні. Почувши вибух, терористи почали втікати, українські вояки автоматними чергами знищили двох (це підтвердив противник). Побратими шукали командира до темряви, повернулися й наступного дня, але не знайшли. 13 квітня вороги повідомили, що знайшли тіло в стороні від місця вибуху — Володимир намагався повзти, але помер від поранень і втрати крові. 15 квітня загиблого передали українській стороні на КПВВ «Мар'їнка».
Похований у селищі Переможне.
Без Володимира лишились мама, дружина, донька та внук.

## Нагороди та вшанування
- указом Президента України № 189/2018 від 27 червня 2018 року «за особисту мужність і самовіддані дії, виявлені у захисті державного суверенітету та територіальної цілісності України, зразкового виконання військового обов'язку» — нагороджений орденом Богдана Хмельницького III ступеня (посмертно)[1]
- 3 жовтня 2020 року, за особисту мужність та героїзм, виявленні у захисті державного суверенітету та територіальної цілісності України, в боях на Сході України, нагороджений — орденом «Народний Герой України» (посмертно).